# Montecristo (Kolumbien)
Montecristo ist eine Gemeinde (municipio) im Departamento Bolívar im Norden von Kolumbien.

## Geographie
Montecristo liegt im Süden von Bolívar in der Subregion Mojana Bolivarense etwa 6 Stunden von Cartagena entfernt und hat eine Durchschnittstemperatur von 28 °C. An die Gemeinde grenzen im Norden Achí und Tiquisio, im Osten Santa Rosa del Sur, Morales, Arenal del Sur und Río Viejo, im Süden El Bagre im Departamento de Antioquia und im Westen El Bagre und Nechí in Antioquia sowie San Jacinto del Cauca.

## Bevölkerung
Die Gemeinde Montecristo hat 23.318 Einwohner, von denen 12.549 im städtischen Teil (cabecera municipal) der Gemeinde leben (Stand 2019).

## Geschichte
Als Gründungsdatum von Montecristo gilt das Jahr 1877, als sich eine Siedlerfamilie auf dem Gebiet des heutigen Ortes niederließ. Seit 1995 hat Montecristo den Status einer Gemeinde.

## Wirtschaft
Die wichtigsten Wirtschaftszweige von Montecristo sind Bergbau, Landwirtschaft (größtenteils per Brandrodung), Tierhaltung, Fischerei und Holzwirtschaft.